# Левчик, Владимир Константинович
Владимир Константинович Левчик — советский хозяйственный и политический деятель.

## Биография
Родился в 1935 году в Пуховичах. Член КПСС.
Окончил Марьиногорский сельхозтехникум, институт народного хозяйства.
В 1953—1955 гг. — агроном.
В 1955—1958 гг. — военнослужащий Советской армии.
В 1958—1971 гг. — экономист, партийный и советский работник в Светлогорске.
В 1971—1982 гг. — первый секретарь Светлогорского горкома КП Белоруссии.
В 1982—1990 гг. — заместитель, первый заместитель председателя Гомельского облисполкома.
В 1990—1995 гг. — председатель Комиссии Верховного Совета Республики Беларусь по государственному строительству.
Избирался депутатом Верховного Совета Белорусской ССР 11-го созыва, народным депутатом Белоруссии (1990—1995). Делегат XXV съезда КПСС.
Умер после 1995 года.

## Награды
- Орден Трудового Красного Знамени (дважды)
- Орден Знак Почёта